# Emberiza rustica

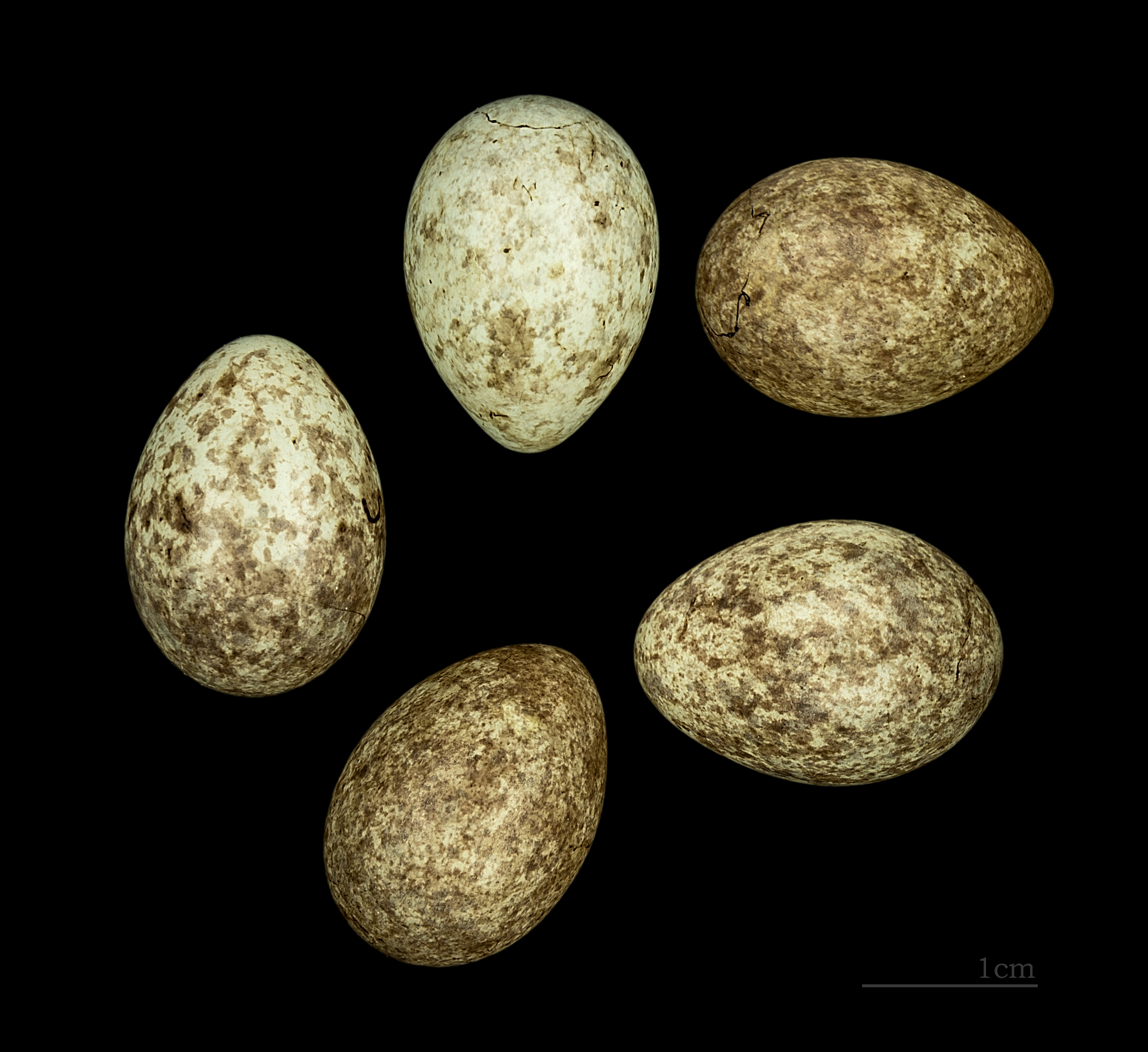
Huevos de Emberiza rustica

El escribano rústico (Emberiza rustica) es una especie de ave paseriforme de la familia de los escribanos (Emberizidae).
Se reproduce en el norte de Europa y de Asia (no en zonas árticas). Es migratorio, invernando en el este-sudeste de Asia (Corea, Japón y el este de China). Es un vagabundo raro a Europa occidental.
Se reproduce en bosques húmedos de coníferas. La hembra pone de 4 a 6 huevos en un nido construido en un arbusto o en el suelo. Su alimento natural se compone de insectos y semillas.
Esta ave es similar en tamaño al escribano palustre (Emberiza schoeniclus). Las partes inferiores son blancas con los flancos rojizos, patas rosadas y el maxilar inferior de color rosa. En el verano el macho tiene la cabeza negra, la garganta blanca, la ceja y una franja en el pecho son rojizas.